# Кастельно-д’Озан
Кастельно́-д’Оза́н (фр. Castelnau-d'Auzan) — коммуна во Франции, находится в регионе Юг — Пиренеи. Департамент — Жер. Входит в состав кантона Монреаль. Округ коммуны — Кондом.
Код INSEE коммуны — 32079.

## География
Коммуна расположена приблизительно в 580 км к югу от Парижа, в 120 км западнее Тулузы, в 55 км к северо-западу от Оша.
На западе коммуны протекает река Желиз.

## Климат
Климат умеренно-океанический. Лето жаркое и немного дождливое, температура часто превышает 35 °С. Зимой часто бывает отрицательная температура и ночные заморозки. Годовое количество осадков — 700—900 мм.

## Население
Население коммуны на 2010 год составляло 1067 человек.
| 1962 | 1968 | 1975 | 1982 | 1990 | 1999 | 2010 |
| ---- | ---- | ---- | ---- | ---- | ---- | ---- |
| 1295 | 1291 | 1207 | 1109 | 1062 | 1037 | 1067 |

## Администрация
| Период | Период | Фамилия       | Партия | Примечания |
| ------ | ------ | ------------- | ------ | ---------- |
| 1959   | 1970   | Жан Дезангль  |        |            |
| 1970   | 1977   | Даниэль Брока |        |            |
| 1977   | 2001   | Жорж Лалан    |        |            |
| 2001   | 2020   | Филипп Бери   |        |            |

## Экономика
В 2010 году среди 597 человек трудоспособного возраста (15-64 лет) 413 были экономически активными, 184 — неактивными (показатель активности — 69,2 %, в 1999 году было 66,2 %). Из 413 активных жителей работали 380 человек (193 мужчины и 187 женщин), безработных было 33 (14 мужчин и 19 женщин). Среди 184 неактивных 34 человека были учениками или студентами, 92 — пенсионерами, 58 были неактивными по другим причинам.

## Достопримечательности
- Церковь Св. Марии Магдалины в неоготическом стиле (XIX век)
- Церковь Св. Иоанна (XI век)
- Церковь Св. Мартина (XV век)

## Фотогалерея

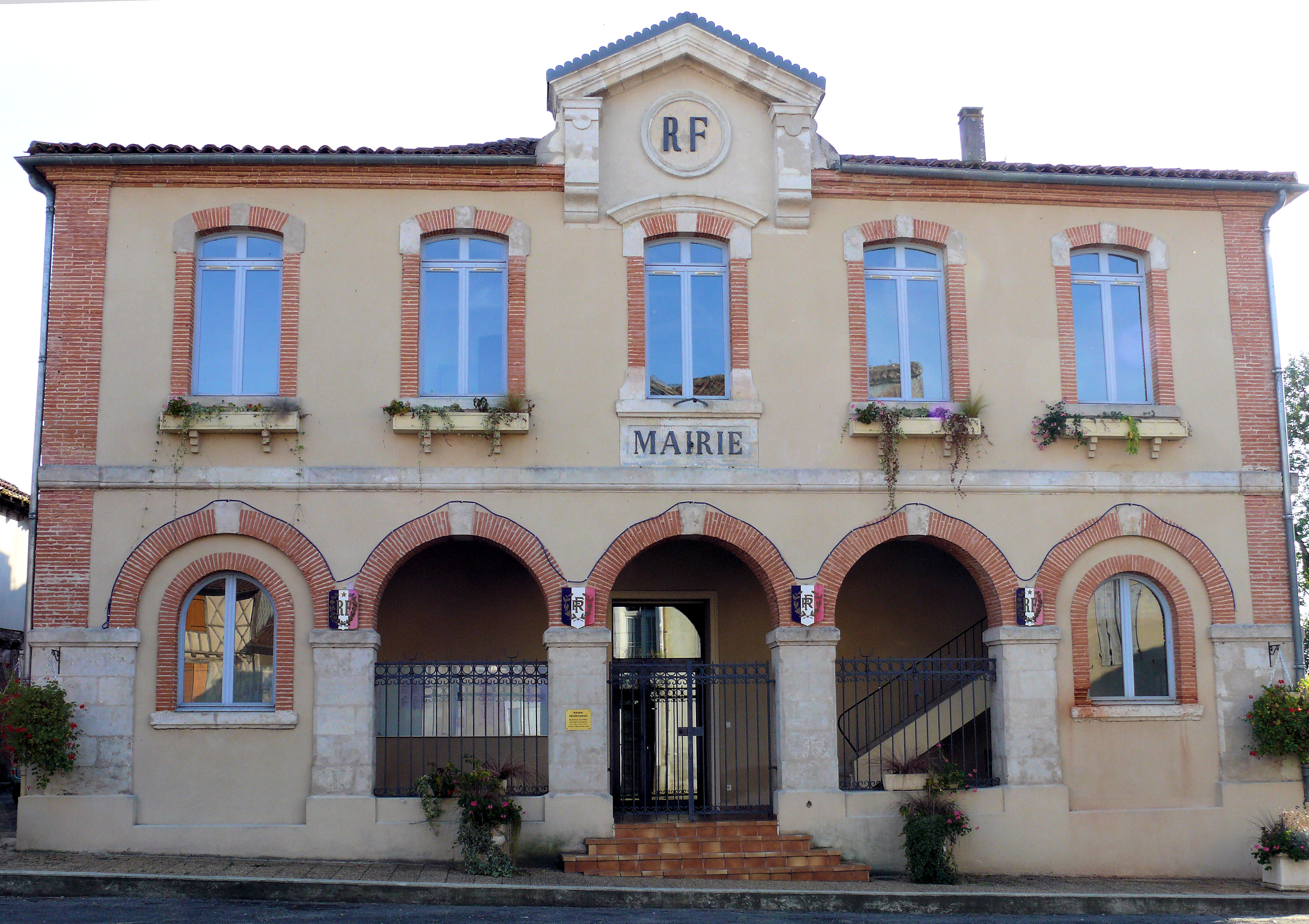
Мэрия
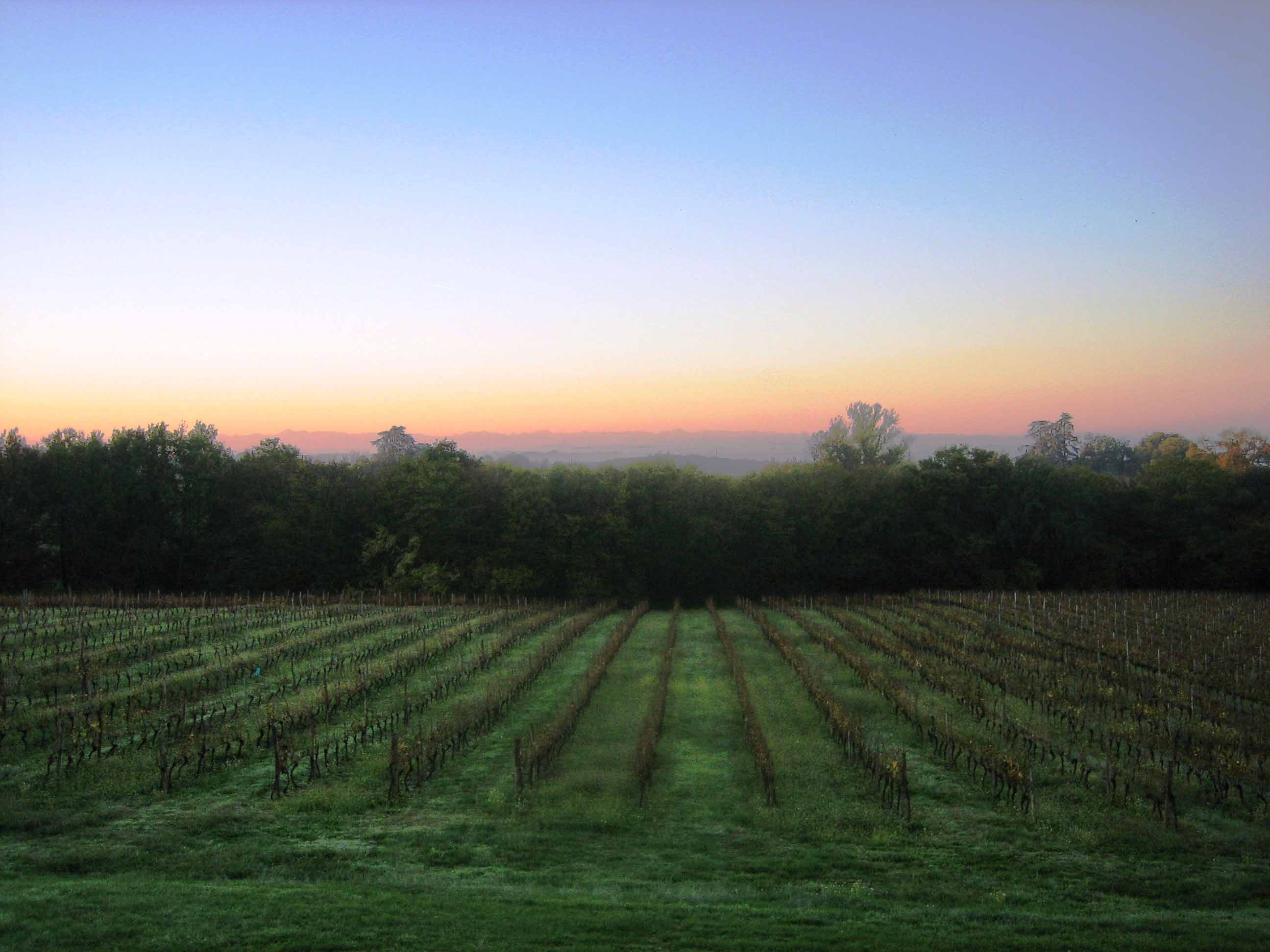
Виноградники
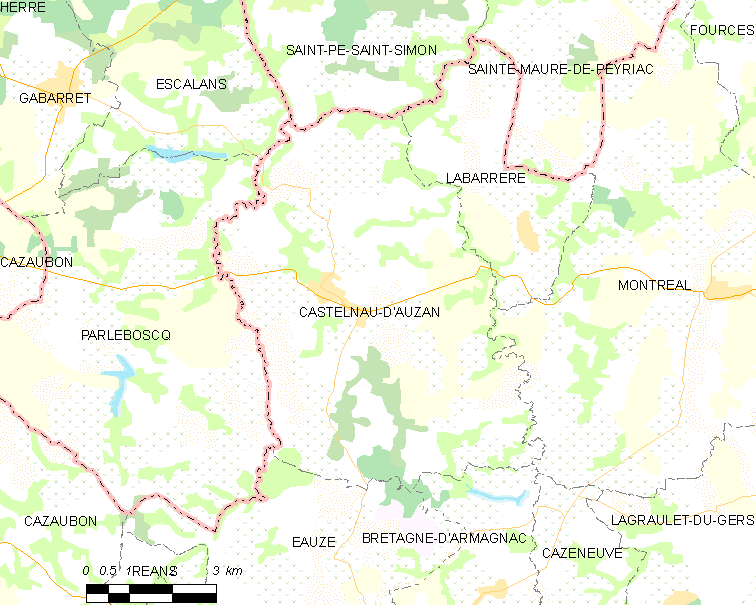
Карта коммуны